# Knylhavre
Knylhavre (Arrhenatherum elatius) är en växtart i familjen gräs.

## Beskrivning
Knylhavre är högväxt på långa strån (därav det vetenskapliga namnet], som kan bli upp till 1,5 m höga. Växten är flerårig. Knylhavre är även känd som knölhavre, pga att den har tjocka rotknölar. 

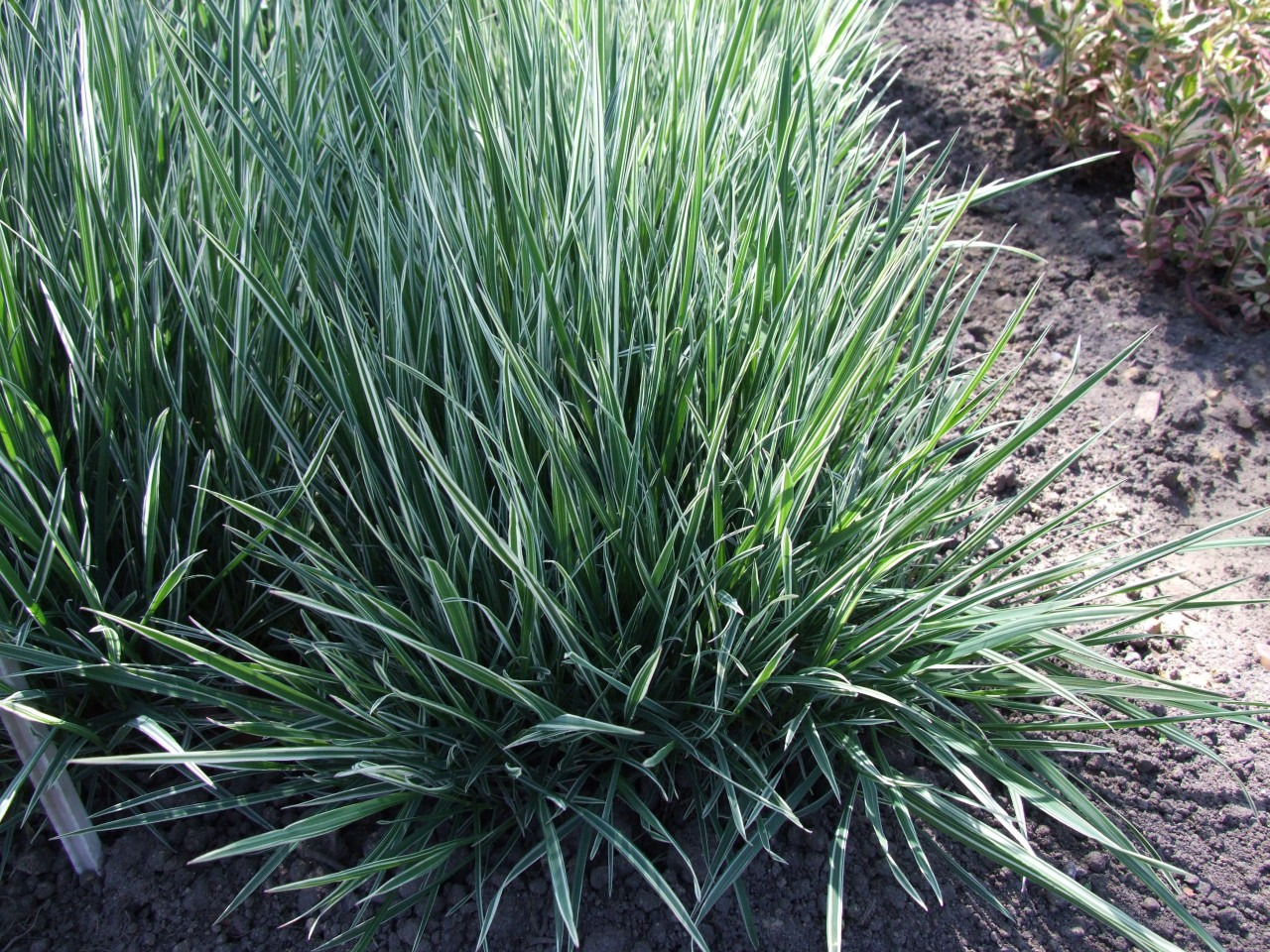
Tuva

Växtsättet är tuvor, som tillsammans kan bilda stora mattor.

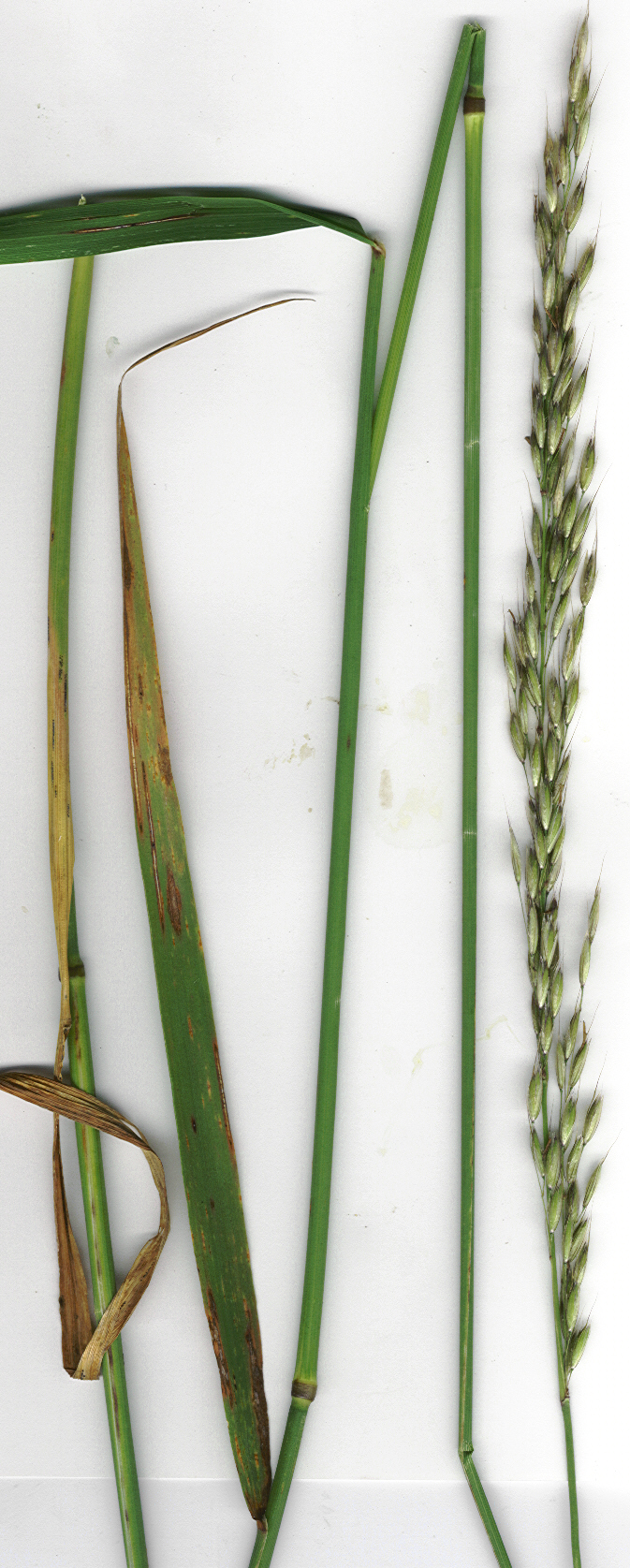
Stråblad och blommande strå

Bladen är ca 5 mm breda och ganska mjuka. Roten är gulaktig.
Upptill på en blommande vippa sitter tvåkönade blommor, medan längre ned på samma vippa enkönade hanblommor. Blomningstiden är huvudsakligen i juni–juli med ca 3 dm långa vippor med korta småax avslutade med enkla borst. Det är hanblomman, som svarar för borstet. Det kan emellertid komma blommor långt fram på hösten. I de bästa lägena, där knylhavre odlas kan man t o m få två skördar om året.
Bengt Anderberg hänvisar till Lindmans Nordens Flora : ”Detta vackra gräs har ingen stor utbredning i Norden, utan håller sig ungefär inom de ädla lövträdens och hasselns område”.

## Biotop
Stenig mark, torra ängar, vägrenar.

## Habitat
Knylhavre brukar indelas i två underarter:
- Vanlig knylhavre, ssp elatius som i Sverige är den oftast förekommande.
- Pärlhavre, ssp bulbosum (Willd.) Hyl. Denna variant är i Sverige mindre vanlig, men i Europa i övrigt den allmänt förekommande.

I Sverige är knylhavre sedan forna tider naturlig i kustområdet söder om en ungefärlig linje Uddevalla — Norra Åland och kulturspridd längre in över landet. Norr om denna linje är knylhavre mindre vanlig, men kan förekomma tillfälligt där liksom längs kusterna i Norge. Saknas i fjälltrakterna.
I Skåne och söderut i hela Central- och Sydeuropa och fram till Afrikas medelhavsområde + Marocko odlas knylhavre som vallväxt.
Knylhavre förekommer på sina håll även i Nordamerika, men är inte ursprunglig där.
I en båge från östligaste Kina, över Korea och till Japan finns knylhavre i mindre omfattning

### Utbredningskartor
- Norden
- Norra halvklotet

## Synonymerna
Det vetenskapliga namn Linné valde 1753, Avena elatior är växtens basionym, men enligt ITIS accepteras ej det namnet numera. Det är i stället Arrhenatherum elatius, som är det accepterade namnet. Alla de övriga synonymerna i synonymlistan har också klassats som icke-accepterade.

### Svenska synonymer
- Knölhavre [2]
- Pärlhavre (ssp. bulbosum)[3]

## Förväxlingsarter
Ej alltför olika är:
- Luddhavre, Helitrichon pubescens
- Ängshavre, Helictotrichon pratense

men de känns igen kort översta stråblad och med större ax med många borst.

## Etymologi
- Arrhenatherum (synonym) sammansätts av grekiska  arrhén = hane och athér, atéros = borst syftande på hanblommans ensamma, långa borst.
- Elatius är latin = högt.

## Bygdemål
| Namn            | Trakt | Referens |
| --------------- | ----- | -------- |
|                 |       |          |
| Franskt rajgräs |       | [ 4 ]    |
| Fromental       |       | [ 4 ]    |
| Havregräs       |       | [ 4 ]    |